# クイズ番組
クイズ番組（クイズばんぐみ）とは、問題（クイズ）が出題され、出演者が解答するという内容を主体とした番組（テレビ番組、ラジオ番組など）のこと。ゲーム番組の一種。

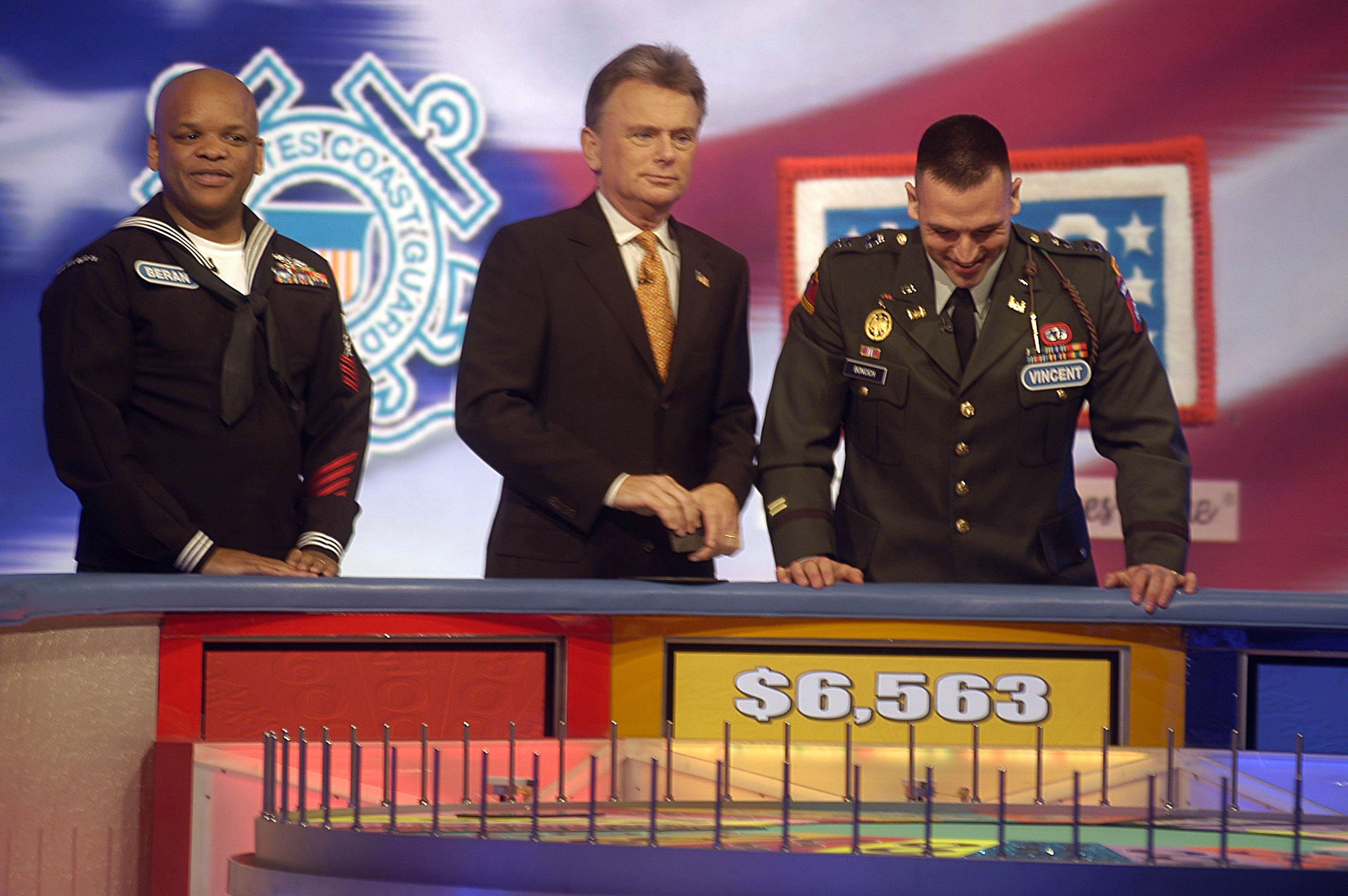
アメリカ軍人がホイール・オブ・フォーチュンに出場したとき。中央は司会のパット・セイジャック

## 概要
クイズというと一般には広範な知識を問うものとされる。しかし、広義にはQ&Aの形式を取っていれば「クイズ番組」として扱われることが多く、クイズの中にゲーム性を取り入れたり、司会者と解答者がクイズを行いながらのトーク番組もある。
出演者では、タレントが出演型か視聴者参加型に分けられる。前者は、比較的ゲーム性の強い番組が多く、後者は純粋な知識を争う番組が多い。最近は視聴者が出演する番組は減る一方、地上デジタル放送・BSデジタル放送の双方向サービスにより、自宅にいながら参加できるクイズ番組も登場している。
解答方式は、早押し形式で解答権を争って口答するもの、フリップやモニター画面を使った筆記で答えるものが主である。参加者が多い番組においては、コンピュータ操作や場所移動などによって解答を表す方式などがある。

## 欧米のクイズ番組
英語圏では、日本における「クイズ番組」は「Quiz Show（クイズショウ）」や「Game Show（ゲームショウ）」（ゲーム番組）と呼ばれている。両者の違いについては、イギリスにおけるカルチュラル・スタディーズ研究者であるスー・ホームズ氏の著書『THE QUIZ SHOW』に詳しく記載されている。
クイズショウやゲームショウでは、一般視聴者が出場する番組が多数を占めるが、特番として、有名人が出演するセレブリティバージョンが制作されることがある。なお、セレブリティバージョンでの獲得賞金は、日本と異なり、使途を明らかにした上で寄付されるのが通例である（ギャラは別に支払われる）。

### 歴史
1930年代、アメリカのラジオ番組にはクイズ番組がいくつかあったが、特に人気を博していたのがNBCのラジオ番組『Information Please』（1938年 - 1948年）で、この番組は1952年からはテレビ版が登場した。一般聴取者が投稿した難問に文化人や著名人が解答者となって答えるものである。このフォーマットはのちに日本で『話の泉』で番組化された。
1940年代、イギリスやアメリカではTwenty Questionsと呼ばれる形式のクイズ番組が人気を博していた。この形式は出題者に対して回答者が「それは植物ですか」「それは鉱物ですか」といった質問を行い、出題者が「はい」または「いいえ」のみで答えて、合計20問の質問からお題となった著名人物や物の名前を当てるものである。このフォーマットはのちに日本でも『二十の扉』で番組化された。

### 主なクイズ番組
代表的なクイズ番組には下記のようなものがある。
- フー・ウォンツ・トゥ・ビー・ア・ミリオネア（イギリスITVほか）（『クイズ$ミリオネア』の本家）
- ザ・ウィーケスト・リンク（イギリスBBCほか）（日本でも『ウィーケストリンク☆一人勝ちの法則』を制作）
- 1 vs. 100（オランダほか）
- ジェパディ!（アメリカほか）（日本でも『クイズグランプリ』を制作）
- ホイール・オブ・フォーチュン（アメリカほか）
- ザ・プライス・イズ・ライト（アメリカほか）（日本でも『ザ・チャンス!』を制作）
- ファミリー・フュード（アメリカほか）（日本でも『クイズ100人に聞きました』などを制作）

## 日本のクイズ番組

### 1940年代から1990年代後半

#### 黎明期
日本初のクイズ番組は、1946年12月3日にNHKラジオで放送を開始した『話の泉』であった（1946年12月-1964年3月）。内容は現代のクイズ番組というよりは、むしろ蘊蓄を語り合う物知り番組的なものであった。これ以前、つまり第二次世界大戦前・戦中にはNHKラジオ（当時の唯一の放送局）はクイズ番組はなく、「クイズ」という言葉自体が日本にはなかった。
民放でのクイズ番組第一号はCBCラジオ『ストップ・ザ・ミュージック』であった。その後多くのラジオのクイズ番組が登場したが、テレビの普及とともにラジオのワイド番組の1コーナーとなるなど、縮小していった。
日本におけるテレビのオリジナルのクイズ番組の第一号は、1953年2月5日スタートのNHK『私の仕事はなんでしょう』である（ちなみに、1953年2月3日には、当時ラジオで圧倒的な人気を誇ったクイズ番組『三つの歌』のテレビ版が放送されており、これが日本で初めてテレビで放送されたクイズ番組となる）。その後、民放テレビが開始され、娯楽性を強調したクイズ番組が次々と登場することになる。
クイズ番組は大掛かりなセットを用意する必要性がなく、出演者も比較的低予算で揃えやすいことから、改編期の特別番組や別番組打ち切り後のつなぎ番組として用いられることが多い。

#### 欧米番組のフォーマット輸入
1980年代までは、欧米の有名クイズ番組のフォーマットを利用した翻案番組が数多く見られた。
NHK『私の秘密』←アメリカ『I've Got a Secret』、フジ系列『クイズグランプリ』←アメリカ『ジェパディ!（Jeopardy!）』、TBS系列『クイズ100人に聞きました』←アメリカ『ファミリー・フュード』、TBS系列『ザ・チャンス!』←アメリカ『ザ・プライス・イズ・ライト（The Price Is Right）』、TBS系列『クイズダービー』←アメリカ『Celebrity Sweepstakes』がその代表である。

#### 視聴者参加型全盛期とクイズ番組の賞金上限の制限
視聴者参加型番組では、例えば「ベルトクイズQ&Q」（初期は最高賞金270万円）や「クイズタイムショック」（初期は全問正解者に対しての賞金・賞品の上限なし。賞金100万円に加え、副賞に自動車もあった）などのように高額の賞金・賞品を獲得した視聴者や芸能人・文化人もいた他、「アップダウンクイズ」（初期はハワイ旅行と副賞賞金20万円）や、「オリンピックショウ 地上最大のクイズ」（「オリンピック…」時代は賞金100万円。後期シリーズの「ジェットショー・地上最大のクイズ」では賞金100万円と世界一周旅行）、「ズバリ!当てましょう」（3週勝ち抜きの場合、ナショナル家電製品一式と世界一周旅行）などがあった。
当初、賞金・賞品の規制は無制限だったが、1971年にフジテレビで放送された「クイズ・キングにまかせろ!」でトップ賞の賞品に「1室1000万円相当の東京都用賀のマンション」がかけられたことで、公正取引委員会から「余りにも高額の賞金・賞品だと視聴者の射幸心をあおる」として、厳重注意を受けた。これがきっかけで公取委は「クイズ番組・歌合戦番組・ゲーム番組・さらにはテレビ・ラジオ番組のプレゼント・商品・雑誌を含むオープン懸賞企画における賞金・賞品の総額は100万円までを上限とする」という取り決めを設けた。ただし、紳士協定上、製薬会社の一社提供番組に関しては、最大10万円までであり、それ以上の獲得賞金は、番組制作局の募金キャンペーンに寄付するなどをしていた。
また、『史上最大!第1回アメリカ横断ウルトラクイズ』（1977年）では優勝者の副賞として、当初は「アメリカ合衆国にある土地・2000坪」（のち1エーカー・1226坪に変更）を贈るとしていたが、上述の100万円の上限を超えてしまっていたため、やむなく砂漠のど真ん中にある土地に副賞が変更されたという経緯があり、それ以後も実用性とは大きくかけ離れた賞品（アメリカ横断ウルトラクイズ#大会一覧参照）が優勝副賞とされるようになった。（ただ、それでも第5回=1981年の油田採掘権利、第6回＝1982年の優勝決定後ただちにニューヨーク発の世界一周旅行といったまともなものはまれにあった）
それでもクイズ人気は冷めやらず、最盛期は1980年代頃であった。その時期は数多くのクイズ番組が放送、ゴールデンタイムでは毎晩どこかの局で必ずといっていいほど放送され、特に『史上最大!アメリカ横断ウルトラクイズ』に至っては年に一度の大型特番として君臨し、全国の大学のサークルに「クイズ研究会」ができるきっかけとなった。
だが1985年秋に『アップダウンクイズ』『クイズ天国と地獄』が終了したのを皮切りに、翌1986年3月には『クイズタイムショック』『三枝の国盗りゲーム』『世界一周双六ゲーム』も相次いで終了、視聴者参加型クイズ番組の全盛期は終わりを告げた。

#### スポーツ型・ショー型・クイズ王
ただ純粋にルールが決められた上で競い合うという形式を取るスポーツ型は、1980年代の後半に生まれたとされる。『アメリカ横断ウルトラクイズ』を受けて多く作られた大学のクイズ研究会が、番組研究を深めることによりクイズのノウハウが蓄積され、長戸勇人、能勢一幸、田中健一らの活躍、『史上最強のクイズ王決定戦』での西村顕治による伝説的早押しの数々、『FNS1億2,000万人のクイズ王決定戦!』における布川尚之、永田喜彰らのキャラクターへのフォーカスなど、ガチンコ化した番組とそこで活躍するクイズアスリートへの注目、という形で「スポーツ型」の時代が訪れた。
1990年代前半には「クイズ王ブーム」が起こった。『カルトQ』『TVチャンピオン』などのマニアックな知識を問う番組も登場した。
しかし問題のレベルが高くなりすぎたために視聴者離れを起こし、この流れは1990年代半ばまででで、『TVチャンピオン』がしばらく続いた程度となり退潮した。1992年には『史上最大!アメリカ横断ウルトラクイズ』がレギュラー開催を終了し『クイズ100人に聞きました』も終了している。テレビでの活躍の場を失ったプレーヤーは、クイズサークルや有志によって行われるオープン大会などに参加するなどしてクイズを続けた。

#### タレント出演型の席巻
タレント出演型のクイズ番組の先駆けとして、1980年代の『ヒントでピント』『クイズダービー』『世界まるごとHOWマッチ!!』などがある。お笑いタレントをはじめとするタレント同士、タレントと司会者との掛け合いが魅力となり人気となったこのジャンルは、1990年代に黄金期を迎え、特に日本テレビ系列の『クイズ世界はSHOW by ショーバイ!!』『マジカル頭脳パワー!!』『どちら様も!!笑ってヨロシク』、フジテレビ系列の『なるほど!ザ・ワールド』『平成教育委員会』『クイズ!年の差なんて』が驚異的な視聴率を記録する。

### 1990年代後半から2000年代

#### 視聴者参加型の激減
1996年4月に賞金規制が緩和され、1000万円に上限が引き上げられた。第一号番組はテレビ東京「決戦!クイズの帝王」だった。後にクイズ番組ではないが、TBS「しあわせ家族計画」は賞品総額300万円であった。この他1000万円への引き上げに際して、先ほどの「クイズ$ミリオネア」などの高額賞金番組が登場するようになった。しかし、日本民間放送連盟では、この規制緩和に逆行する形で、参加者1人当たりの賞金の上限を200万円とする自主規制を設けた。なお、「クイズ$ミリオネア」などの高額賞金を出すクイズ番組では参加者を含めて複数人の名義（例えば、最高賞金額が1000万円の場合は5人）とすることでこの限度を回避した事例もある。2006年からは規制がさらに緩和され、36年ぶりに「上限撤廃」となり現在に至る。
規制緩和にあわせて高額賞金を売り物にした番組も増える気配を見せたものの、『クイズ$ミリオネア』以外は定着せず、ミリオネア自体も末期にはタレント出演路線に切り替わったのち終了した。
BSデジタル放送では、スタートした2002年12月1日には放送を開始した午前11時から3時間後の午後2時に、『NEWSアカデミー』（BS-i）で双方向のクイズ番組がスタートした。これらは番組に視聴者がリモコンを使って早押しクイズなどに参加できるシステムを、多彩な演出やプログラムによるゲーム参加で楽しめるようにしたものだった。
2000年のBSデジタル放送開始から数年間は「タッチアンサーズ」や「TIME OVER」など賞金や賞品が出る双方向クイズ番組がBSデジタル民放各局に存在したが、マンネリ化も進み、人気番組だった『TIME OVER』などの終了、また個人情報保護法による視聴者情報の管理の変化や、視聴者の個人情報に対する意識の変化などにより衰退している。
地上波では、バラエティ番組の優勝者当てクイズや、情報番組のクイズコーナーなどにデータ放送が用いられている程度である。
こうして、2000年代から2010年代にかけて視聴者参加型番組は減少に向かい、数えるほどしか残らない状況となった。

#### 雛壇芸人の流行
20世紀末になると、タレント出演型クイズもマンネリ化や行き過ぎたゲーム化路線で次第に視聴者から飽きられ、逸見政孝の急死など名司会者の引退や逝去といった不運も重なり、1999年の『マジカル頭脳パワー!!』終了以降減少の一途をたどっていたが、2003年に『クイズ!ヘキサゴン』が始まり、トークを主体としたタレント出演型クイズブーム復活の兆しが見え始めた。
『クイズ!ヘキサゴン』を筆頭に、2004年『脳内エステ IQサプリ』や当時深夜番組だった『サルヂエ』の好調により、タレント参加型クイズはブームが再燃した。2005年10月からゴールデンタイムに多くのクイズ番組が誕生。特にフジテレビは2006年10月から2007年3月までは火曜日と金曜日を除く、19:00台は全てクイズ番組で構成されていた（ベルトクイズF&F）。一時期、クイズブームは下火になっていたが、2007年から『ネプリーグ』（フジテレビ）、『クイズプレゼンバラエティー Qさま!!（プレッシャーSTUDY）』（テレビ朝日）など知識系クイズ番組に加え、視聴率の低下に苦しんでいたヘキサゴンはルールを一新し『クイズ!ヘキサゴンII』と生まれ変わり、「おバカタレント」の予想もつかない珍解答で視聴者を楽しませるという新しいクイズ番組が誕生した。
2008年に入り、テレビ朝日は深夜時代に好調だった『今すぐ使える豆知識 クイズ雑学王』、『勉強してきましたクイズ ガリベン』がゴールデンタイムに参入し、好調の『Qさま!!』に加え、4月から『ザ・クイズマン!』をゴールデンに昇格させるなど積極的にクイズ番組を増やしていた。これに対抗してフジテレビは2007年までに放送している『平成教育予備校』『ネプリーグ』『クイズヘキサゴンII』『脳内エステ IQサプリ』に加え4月から『全国一斉 日本人テスト』『検定ジャポン』を新設し火曜を除く6日間の19時台をすべてクイズ番組化する“ベルトクイズF&F”とし勝負に出るなど"クイズブーム再燃"となりつつあった。
日本テレビでは、『週刊オリラジ経済白書』（『世界一受けたい授業』はクイズを出すこともあるが「クイズ番組」にはカウントしない）の終了により形式上は消滅したが、『オジサンズ11』がテコ入れとしてクイズ企画中心にリニューアルしたため、事実上クイズ番組となっていた。密室謎解きバラエティー 脱出ゲームDERO!は脱出ゲーム番組にクイズ番組の要素を取り入れた。
テレビ東京も、『クイズ赤恥青恥』以降は長続きせず、近年はプライムタイムでのクイズ番組がほとんどなかったが、2008年4月に『和風総本家』が開始された。
TBSは長年続いている『世界・ふしぎ発見!』『さんまのSUPERからくりTV』『どうぶつ奇想天外!』（『ぴったんこカン・カン』はグルメ番組色が強い）の3本だった。ところが、2009年に入ると23時台で『クイズ!時の扉』、『クイズの扉』、系列の毎日放送が22時台で『クイズなんでもNo.1決定戦』を期間限定で放映後、10月から『THE 1億分の8』(MBS)、『オレたち!クイズMAN』（日曜20時台）、『クイズ ALL FOR ONE』（深夜）などをスタートさせた。
NHKはクイズ番組には消極的ともいえ、2009年4月以降プライムタイムに放送されているものは、『クイズモンスター』の終了と『アートエンターテインメント 迷宮美術館』の放送時間変更でプライムタイムからのクイズ番組が消滅したが、2010年4月1日から、『新感覚ゲーム　クエスタ』を開始した。
クイズ番組乱立の状況で短命に終わったものも多く、上記の『ザ・クイズマン!』、『検定ジャポン』、『オジサンズ11』は半年で終了した。「間抜けな回答を笑いのネタにするのはいじめの一種ではないか」、「クイズ番組でなく単なるバラエティ番組」という批判もあった。
またクイズの設問の重複も発生し、クイズ番組の増加により出題される問題のネタが別のクイズ番組や雑学番組と被ることがあり、伊集院光が以前同じ番組で間違えた問題を学習し、数ヵ月後再度出題され、正解した珍例もある。
2000年代のクイズ番組の視聴率は、レギュラー放送で圧倒的に人気があったのが『クイズヘキサゴンII』（フジ）、次点が『ネプリーグ』（フジ）だった。

### 2010年代から2020年代現在の状況

#### おバカタレントから学歴主義へ
2008年から2012年にかけて、『高校生クイズ』では「知力の甲子園」として学歴主義の路線が試みられた（後に『頭脳王』として復活）。
2011年に『クイズヘキサゴンII』司会の島田紳助が電撃引退。番組も終了となると、クイズ番組業界も再編が進んだ。「クイズヘキサゴンII」の終了以降、2010年代以降の傾向としては、クイズ番組における「おバカタレント」の出演が減少し、それに代わって東京大学などの有名大学クイズ研究会のメンバーやOBのタレント・有名進学校の生徒・過去にクイズ番組で活躍した社会人など、芸能人以外の文化人が出演するようになった。
有名大学の学生を主体としたクイズ番組に対しては「過度な学歴信仰を煽る」という批判もなされた。例えば池上彰は、2022年に発生した東京大学前刺傷事件を受け、「東大生がいかに物知りかを強調した番組だったり。そんな番組が増えてきたことにあきれていたのですが、こんな事件が起きてしまうのを見ると、黙ってはいられなくなりました」と述べ、民放各局の番組制作姿勢を非難した。Twitter上では曽我部真裕や小田嶋隆などが池上に同意し、特に小田島は『東大王』（TBSテレビ）を名指しして批判した。東大ブームの背景には、日本政府や企業の権威が失墜したのに対し東大はまだ失墜していないという点も指摘される。

#### クイズ番組再減少
2020年代に入ってからもクイズ番組は一定の人気を保っていた。一方、ネット動画の拡大や、別の企画が出せず番組が育たないという危惧もされていた。2019年の特撮番組『仮面ライダージオウ』では、未来の仮面ライダーとして「仮面ライダークイズ」が登場しており、テレビドラマジャンルの失墜を象徴しているという裏設定がある。
そして2020年代中盤になるにつれ、テレビ視聴の個人化がさらに進んだことから、家族向けの無難な番組であるクイズ番組の需要が減少。TBS『世界・ふしぎ発見!』『東大王』、日本テレビ『クイズ!あなたは小学5年生より賢いの?』（アメリカ『Are you smarter than a 5th grader?』の翻案）が2024年に終了し、クイズメインの番組は少なくなった。
視聴者参加型クイズ番組では、ABCテレビ『パネルクイズ アタック25』が2021年に打ち切られるも、2022年に放送局をBSJapanextに変えて復活した。『アメリカ横断ウルトラクイズ』からの派生である日本テレビ『全国高等学校クイズ選手権（"高校生クイズ"）』も2020年代現在放送中であるが、派生番組である『最強の頭脳 日本一決定戦! 頭脳王』は2021年を最後に放送されていない。
『東大王』『小学5年生～』でも視聴者参加の試みが行われたがうまくいかず、参加者のYouTubeやゲームアプリなどへの流出が続いており、高額賞金・賞品のないタレント出演型のクイズ番組が主流である。

### 傾向

#### 出題傾向
視聴者参加型のタイプと、タレント出演型のタイプとでは出題する傾向が概ね決まっている事が多い。
視聴者参加型の番組では、知識を問われる内容、例えば過去の歴史、ヒット曲、最近の時事問題などが取り上げられることが多い。
一方タレント出演型は、近年は『サルヂエ』や『脳内エステ IQサプリ』、『島田検定!! 国民的潜在能力テスト』など知識よりも思考力を試すクイズ（なぞなぞ、あるなしクイズ、間違い探し、モノ当てなど）が多い。
2007年以降、スザンヌ・上地雄輔などの珍解答が受け、クイズ番組自体はもちろんのこと、本人の知名度を大きく広めた芸能人の「おバカタレント」（『クイズ!ヘキサゴンII』からPaboや「羞恥心」という音楽ユニットまで結成された）と、「雑学王」と呼ばれたり「高学歴」である知性派タレント、さらに平均的な成績の3タイプのタレントがおり番組によって需要が違う。知識系番組には知性派タレントが多く、『ヘキサゴンII』のような珍解答が期待される番組ではおバカタレントが大活躍する傾向が強い。勝負に関係の無いクイズ番組では平均的な知識のタレントが多く出演する。また、2010年代以降の知識系番組には、現役東京大学生と知性派タレントが対戦する番組も登場している。
故に、クイズ以外の番組ではほとんど出演しないタレントが出演する事も多い。最近では、芸歴が浅くネタ番組などにはほとんど出ていないが高学歴と言う点で呼ばれる若手芸人や、普段はクイズ以外のバラエティ番組にあまり出ない俳優や歌手が一度出演した際に珍回答を連発しおバカタレントとして認知され度々呼ばれるようになる例などがある。
問題そのものは難しくないが、「制限時間内に規定問題数以上答えなければならない」「参加者全員が正解しないとポイントとならない」など解答者にプレッシャーをかけることによって、解答を難しくしているものもある。

#### クイズ番組のセット
かつては1990年代後半までは『マジカル頭脳パワー!!』『世界・ふしぎ発見!（ただし一時期ひな壇形や円形だった）』など横一列「■■■■■形」に解答者席があり、1枠2枠という言い方で称されることが多かった。ただし、『クイズ!年の差なんて』の末期（1994年）など、ひな壇状の解答者席は既にごく一部のクイズ番組で使用されていた。
2000年代以降のクイズ番組では、トーク番組のようなセットのクイズ番組や、前後に2段もしくはひな壇状になっている解答者席があるクイズ番組が増えている。『ぴったし カン・カン』『ヒントでピント』などのV字形の解答者席配置は2チーム対抗の場合に多く用いられる。また、『クイズ!ヘキサゴン』の六角形のセットのように一風変わったセットのクイズ番組もある。『クイズ!ヘキサゴン』がリニューアルした『クイズ!ヘキサゴンII』の「行列早抜け!リレークイズ」や『クイズ！ドレミファドン（レギュラー放送終了後の特番）』の各チームが縦1列にならぶという、こちらもまた一風変わったセットである。

### 種類

#### 視聴者参加型クイズ番組
視聴者参加型のクイズ番組は古今東西、あらゆる知識が求められる問題が出されたり、ゲーム式で得点や賞金などのポイントを貯めていくといった形式が一般的だった。また、そこから優勝した出場者のみ挑戦できる、海外旅行をはじめとする豪華商品、および賞金を獲得できるステージを設ける2段構えとする番組も多い。また、ほとんどの番組で、参加賞として、それとは別に優勝の副賞として番組スポンサーから記念品や番組特製グッズが贈られた。
1980年代までは民放各局がこのタイプのクイズ番組を多く放送しており、人気も高かった。その時代には、多くの番組に出演しタイトルを競う「クイズ荒らし」と呼ばれる者も生じ、特に人気の高いクイズ番組では1回出場するとそれを防ぐという名目で数年間は再出場できないというルールが設けられるほどであった。しかし、平成以降の日本では個人情報やプライバシーにまつわる意識の変化、制作側としても出演者の募集選考から出演に手間をかけるよりも、知名度のある芸能人を使う方が手軽かつ視聴者を取り込みやすいなどの理由から、減少傾向にある。
2020年4月現在、全国ネットで放送中の番組は『パネルクイズ アタック25』や『全国高等学校クイズ選手権（"高校生クイズ"）』（年1回の特番）、『超逆境クイズバトル!! 99人の壁』など数える程度であるが、ローカル番組ではこのタイプのクイズ企画が放送されることがある。

##### それ以外の視聴者参加型クイズ番組
2000年代に入り番組内で出題される問題を地上波デジタル放送の双方向番組（詳しくは双方向番組の項を参照）や、携帯電話やパソコンから番組公式サイトで、視聴者の回答や、正解者予想を募る番組が放送されてきている。この形式でクイズを行っている全国ネットの番組は主に『オールスター感謝祭』(年2回程度放送の特番)などがある。

#### 教養系クイズ番組
主に世界の歴史・文化など各分野での専門知識にまつわるものをメインに扱うクイズ番組のことを指す。解答者は比較的インテリ系の人が多い。また、PTAなどの調査で「子供に見せたい番組」の上位にこれらに該当する番組が顔を出すことも多い。
2020年4月現在放送中の番組では『世界・ふしぎ発見!』などがある。

#### 教育系クイズ番組
主にニュース番組などで扱われる流行や一般常識、義務教育で習う事柄から大学の専門学科レベルまでの学問をメインに扱うクイズ番組を指す。
2020年4月現在放送中の番組では『クイズプレゼンバラエティー Qさま!!』、『ネプリーグ』、『くりぃむクイズ ミラクル9』、『東大王』、『クイズ!あなたは小学5年生より賢いの?』、『平成教育委員会』（現在は年数回の特番のみ）などがある。これらの番組は司会者と解答者とのトークを交えることも多く、トークショー、バラエティー番組の要素も強い。

#### 雑学系クイズ番組
教育系にも近いが、一般生活で役立つ豆知識や話のネタになる逸話などをメインに扱うクイズ番組を指す。
代表的なものに『クイズ雑学王』などがあった。2020年4月現在放送中の番組ではクイズ番組とは趣がやや異なるものの、『チコちゃんに叱られる!』が人気番組となっている。また『林先生の初耳学』もあるが、こちらは情報バラエティー番組の要素も含まれている。

#### 発想系クイズ番組
主になぞなぞやIQテストに近い形式の問題をメインに扱うクイズ番組を指す。この種の番組は時事ネタが使いづらい事やジャンルが限られるせいかマンネリ化やネタ切れになりやすく、テコ入れなどで徐々にコンセプトが変わっていくなど、長続きしにくい傾向にある。
2020年4月現在では『今夜はナゾトレ』、『潜在能力テスト』などが、代表的なものでは『マジカル頭脳パワー!!』、『脳内エステ IQサプリ』などがある。

#### 娯楽系クイズ番組
主にバラエティ色が強いクイズ番組のことを指す。どちらかと言えば「バラエティ番組」の類に入る。解答者は比較的お笑いタレントやグラビアアイドルなどが多い。
2020年4月現在放送中の番組は『ぴったんこカン・カン』が、代表的なものでは2014年に終了した『さんまのSUPERからくりTV』があった。

#### 音楽系クイズ番組
音楽を主体としたクイズ番組を指す。楽曲のイントロのみ流して、その曲を早押しで当てる「イントロクイズ」が主体。
代表的な番組は2020年4月現在、特番で放送中の『クイズ・ドレミファドン!』が、終了した番組では『タモリの音楽は世界だ』がある。

#### 戦闘系クイズ番組
解答者同士でクイズの成績を競う形式ではなく、主にクイズを交えた心理的なサバイバル戦のような戦いを繰り広げるクイズ番組のことを指す。日本国外では『ザ・ウィーケスト・リンク』や『ザ・チーター』などがあり、日本でもかつてこれらの番組が放送されていたが、解答者同士が足を引っ張ろうとしたり相手を蹴落として勝ち残ろうとする形式の場合、普通のQ&A（問題と答え）形式と異なる複雑なルール設定が視聴者にわかりづらいなどの問題点から、ゴールデンタイムでは短命に終わることが多い（『クイズ!ヘキサゴン』は好調であったが、徐々に苦戦するようになったため、上記のバラエティ色の強い内容へテコ入れがなされた）。

#### トーク番組を兼ねたクイズ番組
クイズ番組、バラエティ番組ではあるものの、司会者と解答者又は司会者と解答者ではないゲストが、クイズに関するトークで番組を交えて盛り上げながら解答者が問題に答えていく。トークに問題を解くヒントが混じっているなどのトークでの駆け引きが行なわれるなどそこが見所の一つになっている場合もあり、どちらかと言えばトーク主体のものである。
現在ではほとんどのクイズ番組でおかしな回答や問題に関する逸話などでトークを行なうことが多い。このフォーマットは『クイズダービー』、『ぴったし カン・カン』の2者が先駆者といわれている。